# Husarö
Husarö es una isla del archipiélago de Estocolmo, al noreste de la ciudad de Estocolmo y al sur de Norrtälje, en Suecia.
Husarö albergó navegantes desde el siglo XV hasta 1912 cuando una estación marítima fue cerrada. Dispone de un pequeño museo marítimo en la isla.
En 1719, durante la Gran guerra del Norte, los rusos quemaron la localidad y gran parte del bosque ubicados en la isla.